# NK Tvin Virovitica
NK TVIN je bio nogometni klub iz Virovitice. 

## Povijest
Klub je osnovan 1956. godine pod pokroviteljstvom drvno prerađivačke tvrtke TVIN. Do 1975. se natjecao pod imenom NK Drvodjelac, kada je promijenio naziv u NK TVIN. U sezoni 1995/1996. klub se spaja [nedostaje izvor] s gradskim rivalom NK VGŠK u NK VGŠK-Tvin i pod navedenim imenom nastupa samo jednu sezonu. 
2006. godine klub se gasi zbog financijskih poteškoća nakon što je tvrtka TVIN   prestala sponzorirati klub.